# Abdelkader Moukhtatif
Abdelkader Moukhtatif (* 1934 in Settat; † 4. August 2022) war ein marokkanischer Fußballspieler.

## Karriere
Als Hassan II. nach der Unabhängigkeit Marokkos den FAR Rabat gründete, um einen starken Verein für den nationalen Fußball zu schaffen, holte er die besten Spieler aus allen Regionen des Landes zur FAR. So auch 1959 Abdelkader Moukhtatif, der aus Settat stammte. Er gewann mit dem Klub mehrmals die Marokkanische Meisterschaft und erzielte als einziger Marokkaner in einem Spiel gegen Real Madrid einen Hattrick.
Während seiner Karriere war Moukhtatif gehörte auch zum Aufgebot Marokkos bei den Olympischen Spielen 1964 in Tokio.